# Сарманайська сільська рада
Сармана́йська сільська рада (рос. Сарманайский сельский совет) — сільське поселення у складі Шарлицького району Оренбурзької області Росії.
Адміністративний центр — село Сарманай.

## Населення
Населення — 753 особи (2019; 983 в 2010, 1290 у 2002).

## Склад
До складу сільської ради входять:
| Населений пункт    | Населення, осіб (2002) | Населення, осіб (2010) |
| ------------------ | ---------------------- | ---------------------- |
| Березовка, селище  | 0                      | 0                      |
| Малослободка, село | 155                    | 87                     |
| Перовка, селище    | 189                    | 137                    |
| Підгорний, селище  | 20                     | 13                     |
| Сарманай, село     | 926                    | 746                    |